# کشتار حطله
قتل‌عام حطله، کشتار ۳۰ تا ۶۰ روستانشین شیعه، بود که توسط مبارزان مخالف سوری و اعضای جبهه النصره در روستای حطله در شرق سوریه در نزدیکی دیرالزور در ۱۱ ژوئن ۲۰۱۳ انجام شد. حداقل ۳۰ نفر از کشته شدگان غیرنظامی بودند.
ویدئویی که در ۱۱ ژوئن به صورت آنلاین منتشر شد، با عنوان «توفان و پاکسازی حطله»، مبارزان را نشان می‌داد که پرچم سیاه سلفی را به اهتزاز درآورده و جشن می‌گیرند. زبان استفاده شده در ویدئوها غیر بومی است. فیلمبردار می‌گوید: «این شیعه است، این لاشه شیعه است، این پایان آنهاست». آن ویدیو «نشان می‌دهد که مقصران غیر سوری، احتمالاً اهل کویت بودند».
سه تن از روحانیون شیعه نیز در میان کشته شدگان بودند. نیروهای مخالف سوری همچنین خانه‌های غیرنظامیان و یک مسجد شیعیان را در جریان تصرف خود سوزاندند. در جریان این حمله ۱۰ جنگجوی شورشی کشته شدند. ۱۵۰ نفر از ساکنان شیعه به روستای جفره که تحت کنترل دولت است گریختند.
در سال ۲۰۲۳ پلیس آلمان یک مرد مهاجر سوری را به ظن دست داشتن در این کشتار بازداشت کرد.
قبل از کشتار در حطله، سرهنگ عبدالحمید زکریا، سخنگوی ارتش آزاد در ترکیه، تهدید کرد که در صورت تصرف قصیر توسط ارتش سوریه و حزب الله، کل روستاهای شیعه و علوی ویران خواهند شد.